# Craig Neal
Craig Duane Neal (nacido el 16 de febrero de 1964 en Muncie, Indiana) es un exjugador y actual entrenador de baloncesto estadounidense que jugó dos temporadas en la NBA, desarrollando el resto de su carrera profesional en ligas menores de su país. Con 1,96 metros de estatura, lo hacía en la posición de base. 

## Trayectoria deportiva

### Universidad
Jugó durante cinco temporadas con los Yellow Jackets del Instituto Tecnológico de Georgia, aunque la segunda de ellas se quedó casi en blanco por una lesión. En total promedió 6,4 puntos, 5,2 asistencias y 1,6 rebotes por partido. En su última temporada fue el mejor pasador de la Atlantic Coast Conference, promediando 9,5 asistencias por partido.

### Selección nacional
En 1993 acudió con la selección de Estados Unidos al Campeonato FIBA Américas celebrado en San Juan de Puerto Rico, en el que lograron la medalla de oro. Neal fue titular en 5 de los 7 partidos, y promedió 4,9 puntos y 1,9 rebotes a lo largo del campeonato.

### Profesional
Fue elegido en la septuagésimo primera posición del Draft de la NBA de 1988 por Portland Trail Blazers, con los que disputó 21 partidos antes de ser despedido, promediando 1,2 puntos y 1,5 asistencias.
Poco después firmó por diez días por los Miami Heat, quienes acabaron renovándole hasta el final de la temporada. Disputó 32 partidos como suplente de Rory Sparrow, promediando 2,8 puntos y 2,7 asistencias.
Jugó posteriormente dos temporadas en la CBA hasta que en febrero de 1991 fichó por los Denver Nuggets, con los que acabó la temporada promediando 4,4 puntos y 4,7 rebotes por partido.
A partir de ese momento, su carrera transcurrió en diversas ligas menores de Estados Unidos, actuando como jugador-entrenador en su última temporada con los Fort Wayne Fury de la CBA.

### Entrenador
En 2000 fichó como entrenador asistente de los Toronto Raptors, donde permaneció tres temporadas a las órdenes de Lenny Wilkens. En 2004 pasó a desempeñar las mismas funciones en la Universidad de Iowa, permaneciendo hasta 2007, cuando pasó a la Universidad de Nuevo México. En 2013 se hizo cargo del puesto de entrenador principal de los Lobos.

## Estadísticas de su carrera en la NBA

### Temporada regular
| Temporada | Edad | Equipo                 | Liga | Pos. | P  | TIT | MIN  | TC  | TCA | %TC  | 3P  | 3PA | %3P  | 2P  | 2PA | %2P  | TL  | TLA | %TL  | R.OF. | R.DEF. | REB | ASIS | ROB | TAP | PER | FP  | PTS |
| 1988-89   | 24   | TOTAL                  | NBA  | PG   | 53 | 0   | 9.4  | 0.8 | 2.3 | .366 | 0.2 | 0.6 | .294 | 0.7 | 1.7 | .393 | 0.3 | 0.4 | .609 | 0.1   | 0.4    | 0.5 | 2.2  | 0.5 | 0.1 | 1.0 | 1.3 | 2.2 |
| 1988-89   | 24   | Portland Trail Blazers | NBA  | PG   | 21 | 0   | 7.6  | 0.5 | 1.7 | .314 | 0.1 | 0.4 | .222 | 0.4 | 1.2 | .346 | 0.0 | 0.1 | .500 | 0.1   | 0.4    | 0.5 | 1.5  | 0.4 | 0.0 | 0.7 | 1.1 | 1.2 |
| 1988-89   | 24   | Miami Heat             | NBA  | PG   | 32 | 0   | 10.7 | 1.1 | 2.8 | .386 | 0.3 | 0.8 | .320 | 0.8 | 2.0 | .413 | 0.4 | 0.7 | .619 | 0.1   | 0.4    | 0.6 | 2.7  | 0.5 | 0.1 | 1.3 | 1.4 | 2.8 |
| 1990-91   | 26   | Denver Nuggets         | NBA  | PG   | 10 | 0   | 12.5 | 1.4 | 3.5 | .400 | 0.3 | 0.9 | .333 | 1.1 | 2.6 | .423 | 1.3 | 2.2 | .591 | 0.2   | 1.4    | 1.6 | 3.7  | 0.4 | 0.0 | 1.9 | 2.6 | 4.4 |
| Total     |      |                        | NBA  |      | 63 | 0   | 9.9  | 0.9 | 2.5 | .373 | 0.2 | 0.7 | .302 | 0.7 | 1.8 | .400 | 0.4 | 0.7 | .600 | 0.1   | 0.6    | 0.7 | 2.5  | 0.4 | 0.1 | 1.2 | 1.5 | 2.5 |